# Bahnhof Stratford International
Stratford International Station ist ein Bahnhof am Queen Elizabeth Olympic Park in Groß-London. Er befindet sich an der britischen Hochgeschwindigkeitsstrecke High Speed 1 und dient sowohl dem Fernverkehr auf dieser Strecke wie dem Nahverkehr über die Stadtbahn Docklands Light Railway. Der Bahnhof liegt in Stratford, das zum östlichen Londoner Bezirk Newham gehört.
Der Bahnhof wurde im April 2006 fertiggestellt, doch erst 2009 für Verbindungen in die Region Kent im Südosten Englands in Betrieb genommen. Pläne für internationale Verbindungen durch den Eurotunnel zum europäischen Festland wurden bislang nicht realisiert.

## Geschichte
Der 250 Millionen Pfund (rund 300 Millionen Euro) teure Bahnhof war ursprünglich als Londoner Haltepunkt für die geplanten, direkten Eurostar-Zugverbindungen zwischen dem europäischen Kontinent und Zielen nördlich von London vorgesehen. Die Züge, die unter der Bezeichnung North of London fahren sollten, kamen aus wirtschaftlichen Gründen letztendlich nie zum Einsatz. Da die Endstation St Pancras der Eurostar-Verbindungen nur 9 km entfernt liegt, lehnt das Eurostar-Management es ab, ihre Züge in Stratford halten zu lassen, weil die dadurch entstehende Verzögerung im Wettbewerb mit der Luftfahrt zu nachteilig sei.
Züge der Gesellschaft Southeastern halten unter dem Markennamen Southeastern Highspeed seit November 2009 in Stratford International. Sie bieten einen englischen Binnenverkehr mit Hitachi-Hochgeschwindigkeitszügen der Klasse 395 über die High Speed 1 an, die sie entweder bis Ebbsfleet International oder Ashford International nutzen, um dann auf Bahnstrecken wie die North Kent Line oder die Chatham Main Line einzumünden. Bisher werden von St Pancras aus Bahnverbindungen nach Dover, Margate, Faversham und Canterbury angeboten. Eine Erweiterung des Netzes bis Hastings oder Eastbourne ist mittelfristig geplant, jedoch sind dafür Sanierungsmaßnahmen auf der Marshlink Line und der East Coastway Line notwendig.
Eine Anbindung der Docklands Light Railway wurde im August 2011 eröffnet. Dies geschah nicht im Rahmen einer Verlängerung der bisherigen Linie aus Poplar, sondern mit dem Bau einer neuen DLR-Strecke auf der Trasse des stillgelegten North-London-Line-Abschnitts südlich Stratfords von Canning Town über West Ham und zwei neue Bahnsteige in Stratford Regional. Von Stratford International gehen zwei Linienläufe aus, nach Beckton und nach Woolwich Arsenal über den London City Airport.
Der Bahnhof liegt inmitten von Stratford City und dem Gelände der Olympischen Spiele 2012. Während der Spiele brachten bis zu 8 Züge pro Stunde 90.000 Besucher täglich von der Londoner Innenstadt zu den Wettkampfstätten in Stratford. Dafür setzte Southeastern – anstelle des normalen Fahrplans – ihre Züge unter dem Namen „Javelin“ (englisch: Speer) im Pendelverkehr von London St Pancras nach Ebbsfleet International ein, mit Halt in Stratford International.

## Architektur

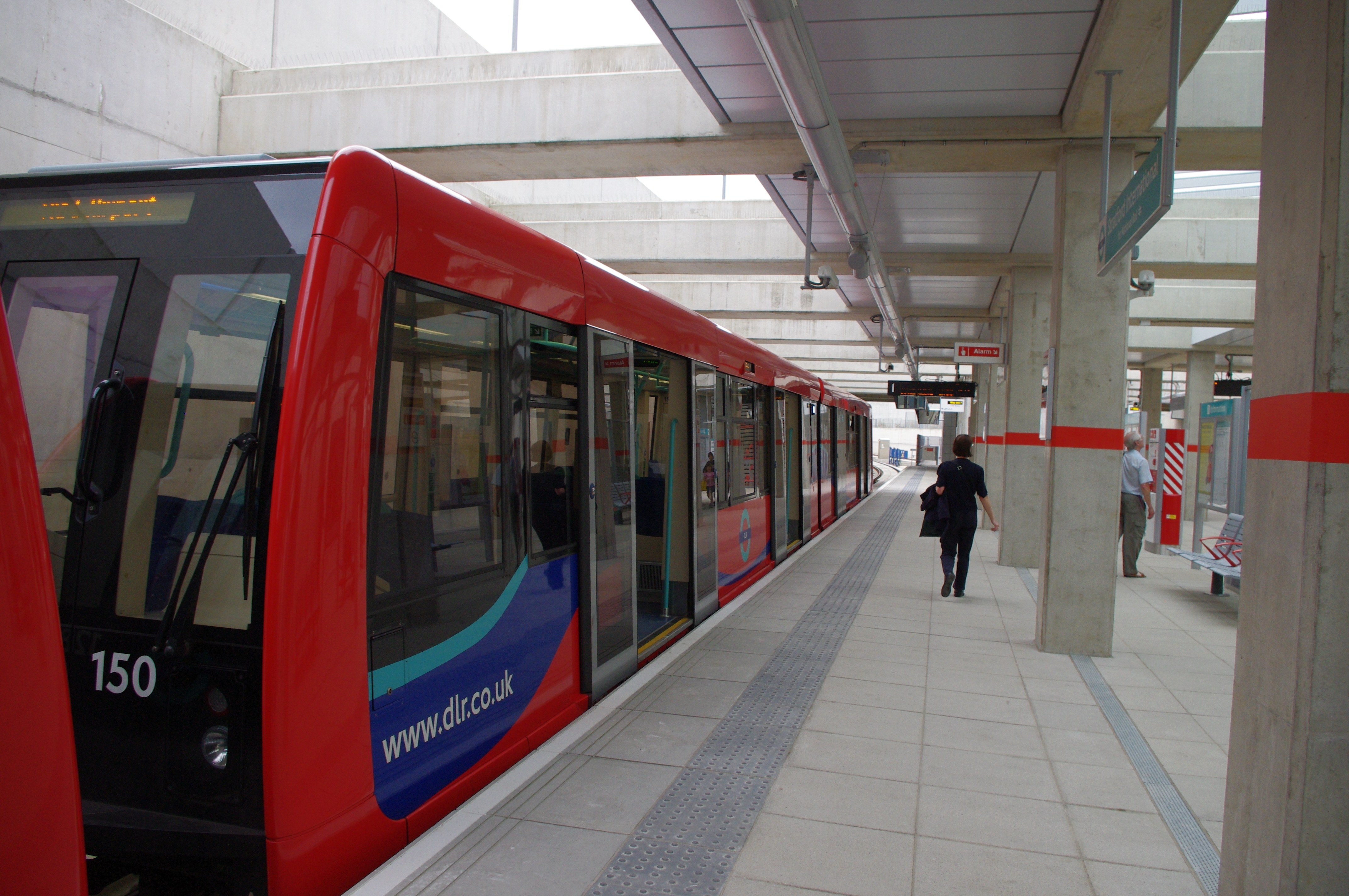
Bahnsteig der Docklands Light Railway

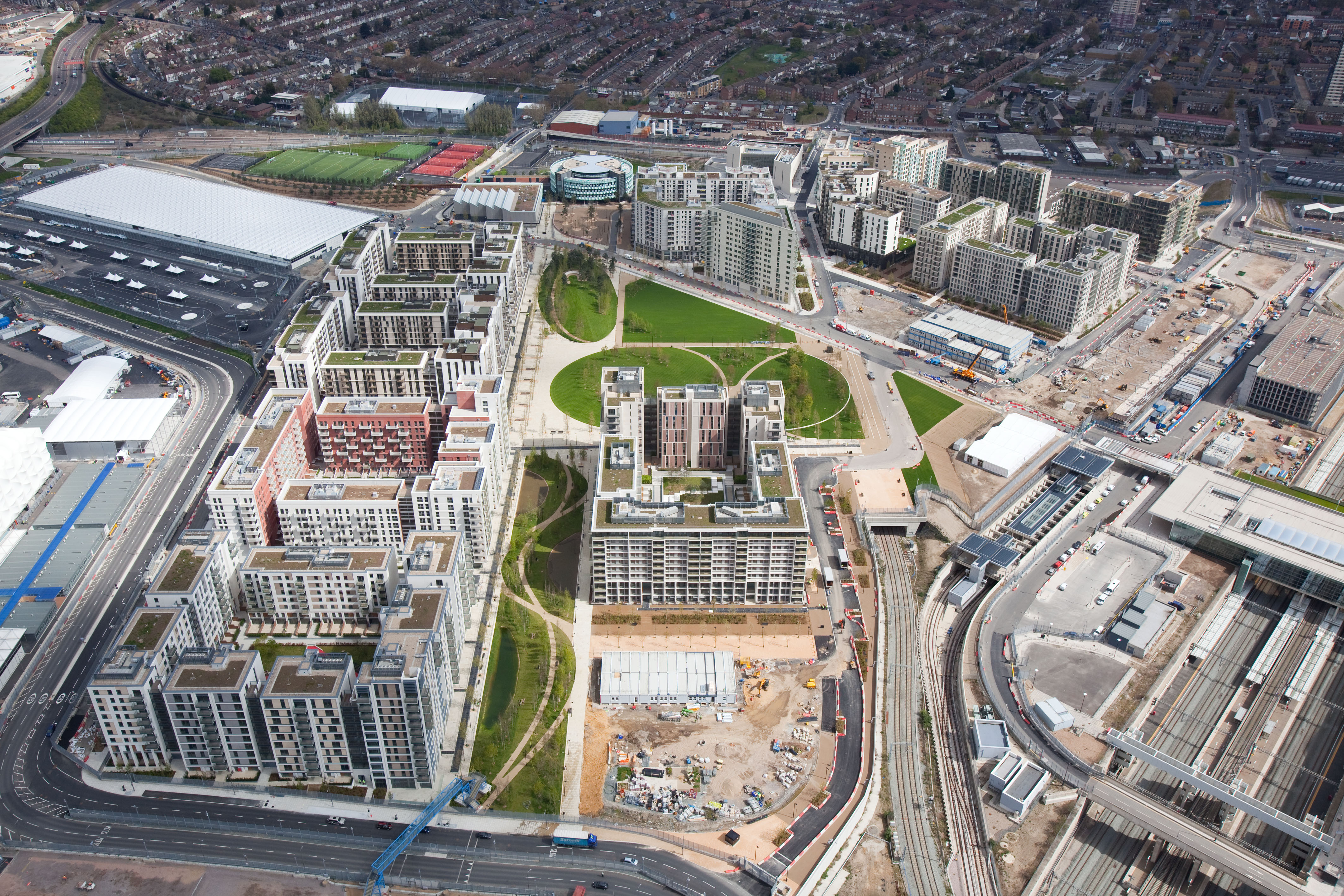
Luftansicht des Bahnhofs (rechts) und des Olympischen Dorfes

Stratford International liegt zwischen den Bahnhöfen St Pancras und Ebbsfleet International, in der Nähe des Regionalbahnhofs Stratford Regional und des Olympischen Dorfes. Er verfügt über vier Bahnsteige, die in einer in den Untergrund eingelassenen offenen, einen Kilometer langen und 25 Meter tiefen Betonwanne verlegt wurden. Diese Wanne ist quasi eine offene Sektion eines insgesamt 17,5 km langen Tunnels. Er setzt sich zusammen aus dem 10 Kilometer langen Tunnel London East (dessen östliches Portal bei 51° 31′ 36,9″ N, 0° 8′ 13,9″ O liegt) und dem 7,5 km langen Tunnel London West, der erst am Gleisvorfeld von St. Pancras endet. In der Bahnhofsmitte führt ein zusätzliches Gleis auf eine Rampe, über die die Züge aus der Wanne heraus ins nahegelegene Betriebswerk Temple Mills Depot der Eurostar Group gelangen.
Der Architekt des Bahnhofs war Mark Fisher, in Zusammenarbeit mit Alastair Lansley CBE, Leszek Dobrovolsky und Fred Deacon.
Die für den internationalen Verkehr vorgesehenen Bahnsteige sind 760 Millimeter über Schienenoberkante (SOK) hoch, diejenigen für den regionalen Verkehr haben die britische Standardhöhe von 915 mm über SOK. Im Hinblick auf den internationalen Verkehr wurden Funktionsräume für Pass- und Zollkontrollen vorgesehen.
Stratford International ist im Besitz von Union Railways (North) Ltd, einer Tochtergesellschaft der London & Continental Railways, wird aber von National Rail verwaltet.

## Zukunft
Nachdem Pläne scheiterten, die Eurostar-Züge zu den Olympischen Spielen 2012 dort halten zu lassen, ist es ungewiss, ob jemals ein internationaler Zug in Stratford International halten wird, womit ein bedeutender Teil des Bahnhofs ungenutzt bliebe. Im September 2010 wiesen der Verkehrsminister unter der damaligen Regierung Brown, Andrew Adonis, Westfield-CEO Peter Miller und der Bürgermeister des London Borough of Newham, Sir Robin Wales, die Eurostar Group zum Halt in Stratford International an.
Nach den Spielen forderte der Londoner Bürgermeister Boris Johnson von Eurostar, dass zumindest vier Zugpaare täglich hier halten sollen. Weitere Hoffnungen wurden auf den Wettbewerber Deutsche Bahn gesetzt, der ab 2015/16 Zugverbindungen von London nach Deutschland und in die Niederlande anbieten wollte. Diese Pläne wurden 2014 auf Eis gelegt.
Die Eurostar Group hatte bereits seit März 2020 die Bahnhöfe Calais-Fréthun, Ashford und Ebbsfleet wegen erhöhten Kostendrucks nicht mehr bedient. Dies wurde mit dem Brexit, der COVID-19-Pandemie sowie mit durch Billigflüge gesunkenen Fahrgastzahlen begründet. Somit ist eine zukünftige Bedienung von Stratford International im internationalen Verkehr sehr fraglich.